# Детишки
«Дети́шки» (англ. The Children) — британский кинофильм 2008 года, снятый режиссёром Томом Шенклэндом в жанре ужасов.

## Сюжет
Две многодетные семьи объединяются, чтобы встретить Рождество и отправляются за город. Они заселяются в двухэтажный коттедж, при этом одного из мальчиков тут же стошнило. На следующий день дети заражаются неизвестным вирусом, который странным образом действует на психику детей. Неожиданно из милых ребят они превращаются в беспощадных монстров, не знающих жалости даже к своим собственным родителям.
События начинают развиваться драматически. Во время катания на санках одна из девочек сталкивает своего отца с горы, мальчик ставит на пути отца санки, о которые родитель разбивает голову. Другого ребёнка застают за поеданием человеческой плоти. Дети начинают убивать родителей одного за другим…

## В ролях
- Ева Бертистл — Элэйн
- Раффиелла Брукс — Ли
- Стивен Кэмпбелл Мур — Джон
- Джейк Хэтэуэй — Никки
- Уильям Хоус — Паули
- Ева Сейер — Миранда
- Джереми Шеффилд[англ.] — Робби
- Рэйчел Шелли — Хлоя
- Ханна Туинтон[англ.] — Кейси

## Отзывы
Из рецензии газеты The Guardian:

Что это, вирус? Сон? Все умерли ещё до начала фильма? Неважно: таинственность лишь усиливает пугающую реальность происходящего.
Оригинальный текст (англ.)Is it a virus? A dream? Did everyone die before the film actually started? Doesn't matter: the mystery only adds to the creepiness of the situation.

## Награды и премии
- 2009 год — номинации в категории лучший фильм на Международном кинофестивале в Каталонии.
- 2009 год — Специальное упоминание (номинация англ. Special Mention) режиссёра Тома Шенклэнда на Международном кинофестивале «Фантазия».